# Synchiropus corallinus
Synchiropus corallinus är en fiskart som först beskrevs av Gilbert, 1905.  Synchiropus corallinus ingår i släktet Synchiropus och familjen sjökocksfiskar. Inga underarter finns listade i Catalogue of Life.